# Thrixopelma ockerti
Thrixopelma ockerti é uma espécie de aranha pertencente à família Theraphosidae (tarântulas).